# Římov (zámek)
Zámek Římov se nachází ve středu stejnojmenné obce cca 12 km jižně od Českých Budějovic. Od roku 1958 je chráněn jako kulturní památka.

## Historie
V roce 1626 koupil římovskou tvrz s dvorem a vsí Jan Oldřich z Eggenbergu, který Římov téhož roku věnoval českokrumlovské jezuitské koleji. Jezuité v letech 1671 až 1691 na místě, kde stála tehdejší tvrz, nechali postavit svojí rezidenci, resp. barokní zámeček. Památkový katalog uvádí, že: „Lze předpokládat, že ze staré tvrze se dochovaly pouze sklepní prostory a některé přízemní klenuté místnosti jižního křídla zámku“. Po zrušení jezuitského řádu v roce 1773 připadl Římov náboženskému a studijnímu fondu. V letech 1802 až 1815 byl zámeček ve vlastnictví Schwarzenbergů. V dalším období se ve vlastnictví zámečku střídali soukromníci.

## Popis
Zámek je dvoukřídlá patrová budova, která má uprostřed severního průčelí věž. V přízemí jižního křídla býval refektář; na klenbě bývalého refektáře je poškozená freska se zpodobněním svatého Ignáce a svatého Františka Xaverského. V těchto místech, tj. v přízemí jižního křídla, jsou zaslepené arkády. Hospodářské budovy na jihozápadní straně dvora nejsou předmětem památkové ochrany.